# 諸富祥彦
諸富 祥彦（もろとみ よしひこ、1963年5月4日 - ）は、日本の心理学者。専攻は、カウンセリング心理学・心理療法・臨床心理学・学校カウンセリング、教師のサポート・人間性/トランスパーソナル心理学。学位は、博士（教育学）。明治大学文学部教授。日本トランスパーソナル学会会長、日本カウンセリング学会常任理事、悩める教師を支える会代表。福岡県出身。

## 略歴
福岡県生まれ。福岡県立修猷館高等学校、筑波大学第二学群人間学類教育学主専攻卒業。1992年同大学院教育学研究科博士課程修了。「人間形成における<エゴイズム>とその克服過程に関する研究」で博士（教育学）の学位を取得。
ロジャーズやフランクルなどの人間性心理学、ミンデルなどのトランスパーソナル心理学を専門とする。孤独、むなしさ、生きる意味などをキーワードに、現代人の新たな生き方を提示する。自身が学生時代に実存的神経症であったことを告白している。また、《悩める教師を支える会》代表として教師の支援活動を展開する。スクールカウンセラーとしての活動歴も長く、学校カウンセリング、生徒指導などの専門家でもある。
千葉大学教育学部助教授を経て2002年明治大学教授。心理臨床センター長 。自称「時代の精神（ニヒリズム）と闘うカウンセラー」、「現場教師の作戦参謀」。日本トランスパーソナル学会会長も務め、第4の心理学と呼ばれる「トランスパーソナル心理学」に関する理論書、解説書の著書も多数。日本におけるトランスパーソナル、それに関連するスピリチュアル/スピリチュアリティの概念の普及に尽力している。

### 功績
- ロジャーズ、ジェンドリンのフォーカシングをはじめとした人間性心理学、フランクルの実存心理学、ミンデルのプロセスワークをはじめとしたトランスパーソナル心理学の普及により、大人が、自らの内面をみつめ、どう生きるか、自己探索する自己成長の心理学的アプローチを確立した。
- ジェンドリン、フランクルをベースにした意味志向心理療法の構築。「自分の人生を意味深いものとしてまっとうするにはどう生きればよいのか」「今の生き方を続けていていいのか」「自分の生きる意味、生まれてきた意味はどこにあるのか」「自分の人生に与えられている使命(魂のミッション)とは何か」を自らに問いかけ探索する、内面的自己探索のプロセスを支える独自のセラピーを提唱している。
- ロジャーズやジェンドリンをベースにした、深い、ほんものの傾聴の方法。
- 自らの極限的な苦悩の体験に関する現象学的分析により抽出した「哲学的自己変容の八段階論」「〈エゴイズム〉克服の五段階論」を構築
- 教師やスクールカウンセラーが、授業や学級経営など、学校現場ですぐ使える教育カウンセリング技法の普及。
- 教師を支える会による教師のメンタルヘルスのサポート。
- 予防的・成長促進的生徒指導や、問題解決型道徳授業、心理学的体験学習型道徳授業の理論と実際を90年代半ばから提唱。
- 愛に満ちた子育て、働く悩み、生きていく意味、老いていく意味、恋愛や結婚の悩み、孤独の意味などについての心理学的な考察と提案

これらのテーマに関する単独執筆、編著による著作(分担執筆を除く)は200冊以上。

### 趣味
大のプロレス好きで、筑波大学時代には学生プロレスに傾倒し大学内にプロレス研究会を設立。当時のリングネームは「ゾンビ・ザ・グレーテスト」。プロレスラーの中でもアントニオ猪木のファンとして有名で、千葉大学助教授時代に、『とんねるずのハンマープライス』（関西テレビ制作・フジテレビ系）において「アントニオ猪木と10分間一本勝負できる権利」が出品された際に87万円で落札し、実際に猪木と対戦した経験もある（結果は卍固めによるギブアップ負け）。また、猪木の没後には自身のtwitterで『ハンマープライス』の件に触れ、「猪木さんがいなかったら数十年前に死んでいた」「あなたがいなかったら十代で死んでいた」と追悼している。

## 著作リスト
- 『人間形成における<エゴイズム>とその克服過程に関する研究 「主体的経験の現象学」による接近』風間書房、1994
- 『カウンセラーが語るこころの教育の進め方 “生きる意味と目的"を見つけるために』教育開発研究所、1996
- 『カウンセラーが語る自分を変える<哲学> 生きるのが“むなしい"人のために』教育開発研究所、1996
- 『フランクル心理学入門 どんな時も人生には意味がある』コスモス・ライブラリー 発売:星雲社、1997、角川ソフィア文庫 2021.12
- 『道徳授業の革新 「価値の明確化」で生きる力を育てる』明治図書出版、1997
- 『「むなしさ」の心理学 なぜ満たされないのか』講談社現代新書、1997
- 『カール・ロジャーズ入門‐自分が“自分”になるということ』コスモライブラリー、発売:星雲社、1997
- 『トランスパーソナル心理学入門』講談社現代新書、1999
- 『どんな時も、人生に“Yes"と言う フランクル心理学の絶対的人生肯定法』大和出版 1999 （「どんな時も、人生には意味がある。」PHP文庫 2006）
- 『学校現場で使えるカウンセリング・テクニック』誠信書房 1999
- 『自分を好きになる子を育てる先生』図書文化社 2000
- 『生きていくことの意味 トランスパーソナル心理学・9つのヒント』PHP新書、2000
- 『「運命の道」は見つけられる あなたの人生を変える心理学』サンマーク出版 2001
- 『カウンセラー・パパの子育て論』金子書房 2001
- 『孤独であるためのレッスン』日本放送出版協会〈NHKブックス〉、2001
- 『子どもよりも親が怖い カウンセラーが聞いた教師の本音』青春出版社 2002
- 『さみしい男』ちくま新書 2002
- 『「他人の目」を気にせずに生きる技術』大和出版 2003
- 『ケッコン構造改革のススメ! 新・男と女の掟62+1』実業之日本社 2003
- 『ずっと彼女がいないあなたへ』WAVE出版、2003
- 『なぜか恋が続かないあなたへ』PHP研究所、2004 （「"ほんとうの恋"の育てかた」文庫）
- 『生きがい発見の心理学』新潮社、2004
- 『生きるのがつらい。 「一億総うつ時代」の心理学』平凡社新書 2005
- 『人生に意味はあるか』講談社現代新書、2005
- 『上手な「悩みの整理」術』三笠書房 2005（『読むだけで心がスーッと軽くなる44の方法』王様文庫）
- 『「孤独」のちから』海竜社 2006 （ 『読むだけで心のクヨクヨがふっきれる22の方法』王様文庫）
- 『友だち100人できません 無理しないで生きる・考える心理学』アスペクト 2007
- 『教室に正義を! いじめと闘う教師の13か条』図書文化社 2007
- 『「7つの力」を育てるキャリア教育 小学校から中学・高校まで』図書文化社 2007
- 『モンスターペアレント!? 親バカとバカ親は紙一重』アスペクト 2008
- 『あなたのお子さん、このままでは大変なことになりますよ カリスマカウンセラーが語る究極の子育て術』アスペクト 2009
- 『偶然をチャンスに変える生き方』ダイヤモンド社 2009
- 『魂のとびらをひらく125の気づきの言葉』集英社be文庫 2009
- 『自己成長の心理学 人間性/トランスパーソナル心理学入門』コスモス・ライブラリー、星雲社 (発売) 2009
- 『絶対幸福の法則 うまくいっている人が、なぜか幸運を引き寄せている秘密の習慣』ビジネス社 2009
- 『死ななくてすむ人間関係の作り方 無理しないで生きるための心理学』アスペクト 2009
- 『生きづらい時代の幸福論 9人の偉大な心理学者の教え』角川oneテーマ21 2009
- 『教師の悩みとメンタルヘルス』図書文化社 2009
- 『「いいこと」が次々起こる幸運スイッチ 本当にしあわせな人が密かにやっている75の習慣』PHP研究所 2010
- 『生きる意味 ビクトール・フランクル22の言葉』ベストセラーズ 2010 『ビクトール・フランクル絶望の果てに光がある』ワニ文庫
- 『はじめてのカウンセリング入門』誠信書房 2010
- 『女の子の育て方-「愛され力」+「自立力」=「幸福力」。 0～15歳児の親が必ずしておくべきこと。』WAVE出版 2010
- 『「とりあえず、5年」の生き方』実務教育出版 2010
- 『明治大学で教える「婚育」の授業』青春新書インテリジェンス、2011
- 『あなたが結婚できない本当の理由』アスキー新書、2011
- 『9つのライフ・レッスン 3.11で学んだ人生で一番大切なこと』実務教育出版 2011
- 『人生を半分あきらめて生きる』幻冬舎新書、2012
- 『カウンセラー、心理療法家のためのスピリチュアル・カウンセリング入門』誠信書房 2012
- 『プロカウンセラー諸富祥彦の教師の悩み解決塾 学級経営、保護者対応から、メンタルヘルス、生きがいある人生設計法まで、あらゆる悩みに真剣回答!』教育開発研究所 2012
- 『メンタルヘルスにいきる教師の悩み相談室 チャートでわかる! 子ども・保護者・同僚と「いい関係」をつくる』音楽之友社 音楽指導ブック 2012
- 『ひとり悩むあなたを支える言葉 心を救った偉大なセラピストの教え』すばる舎 2013
- 『哲学的探究における自己変容の八段階 「主体的経験の現象学」による〈エゴイズム〉とその克服過程に関する考察』コスモス・ライブラリー 2013
- 『新しい生徒指導の手引き すぐに使える「成長を促す指導」「予防的な指導」「課題解決的な指導」の具体的な進め方』図書文化社 2013
- 『私たちはなんのために働くのか 「働く意味」と自分らしい働き方を考える』日本能率協会マネジメントセンター 2013
- 『あなたがこの世に生まれてきた意味』2013 角川SSC新書
- 『教師の資質 できる教師とダメ教師は何が違うのか?』2013 朝日新書
- 『フランクル夜と霧』NHK出版(NHK「100分de名著」ブックス) 2013
- 『魂のミッション あなたが生まれてきた意味』こう書房 2013
- 『不思議なくらい次々と自分に奇跡を起こす心の魔法40』三笠書房 2013 (王様文庫）
- 『あなたのその苦しみには意味がある』日本経済新聞出版社 日経プレミアシリーズ 2013
- 『ひとりっ子の育て方 「友だちづくり力」「自分づくり力」「立ち直り力」。0～15歳児の親が最低限しておくべきこと。 完全保存版』WAVE出版 2013
- 『新しいカウンセリングの技法 カウンセリングのプロセスと具体的な進め方』誠信書房 2014
- 『図とイラストですぐわかる教師が使えるカウンセリングテクニック80』図書文化社 2014
- 『10歳までの子育てのルールブック 子育てでやってはいけないこと』宝島社 2014
- 『「働く意味」がわからない君へ ビクトール・フランクルが教えてくれる大切なこと』日本実業出版社 2014
- 『嫌われても折れない〈自分〉をつくる101の言葉』経済界 2014
- 『悩みぬく意味』2014 幻冬舎新書
- 『子育ての教科書 0歳から大人になるまで親がすべきこと』幻冬舎 2015
- 『「問題解決学習」と心理学的「体験学習」による新しい道徳授業 エンカウンター、モラルスキル、問題解決学習など「理論のある面白い道徳授業」の提案』図書文化社 2015
- 『ひとり親の子育て 離婚、死別、「実質シングル」。ひとりで子育てするすべての人へ。 完全保存版』WAVE出版 2015
- 『「子どもにどう言えばいいか」わからない時に読む本』青春出版社 2015
- 『知の教科書 フランクル』 講談社選書メチエ 2016
- 『反抗期乗り切りマニュアル 「こんな時どうしたらいい?」がわかる』主婦の友社, 2016.10
- 『スマホ依存の親が子どもを壊す』宝島社, 2016.7
- 『「すべて投げ出してしまいたい」と思ったら読む本』朝日新聞出版, 2016.7
- 『「プチ虐待」の心理 まじめな親ほどハマる日常の落とし穴』(青春新書INTELLIGENCE 2016.9
- 『教師の自己成長と教育カウンセリング 教師の人生はミッションとパッションだ』図書文化社, 2017.5
- 『他人の目を気にしない技術』大和出版, 2017.6
- 『「本当の大人」になるための心理学 心理療法家が説く心の成熟』(集英社新書 2017.9
- 『あの天才たちは、こう育てられていた! 才能の芽を大きく開花させる最高の子育て』KADOKAWA, 2018.12
- 『「自分がない大人」にさせないための子育て』PHP研究所, 2018.2
- 『孤独の達人 自己を深める心理学』PHP新書 2018.8
- 『スマホに負けない子育てのススメ わが子が幸せに生きる力を育てる必携本!』主婦の友社, 2018.9
- 『いい教師の条件 いい先生、ダメな先生はここが違う』SB新書 2020.10
- 『教師の悩み』ワニブックス・PLUS新書 2020.6

### 共編著
- 『「生きる意味」を求めて (フランクル・コレクション)』ヴィクトール・E.フランクル、松岡世利子共編著 春秋社1999
- 『<宮台真司>をぶっとばせ! “終わらない日常"批判』トランスパーソナルな仲間たち共編著コスモス・ライブラリー 星雲社 (発売) 1999
- 『学級再生のコツ カウンセリング・テクニックで上手な学級づくり』学習研究社 2000
- 『教師がつらくなった時に読む本』教師を支える会共編著 学陽書房 2000
- 『プロセス指向心理学入門 身体・心・世界をつなぐ実践的心理学』藤見幸雄共編著 春秋社 2001
- 『トランスパーソナル心理療法入門』日本評論社 2001
- 『新しい生徒指導のコツ（カウンセリング・テクニックを生かした）』学習研究社 2001
- 『ジェンドリン哲学入門 フォーカシングの根底にあるもの』村里忠之,末武康弘共編著 コスモス・ライブラリー・星雲社 2009
- 『プロカウンセラーの聞く技術話す技術』浮世満理子,水島広子 マルコ社 2012
- 『教師のための問題対応フローチャート 不登校・授業・問題行動・虐待・保護者対応のチェックポイント』水野治久共編集 図書文化社 2013
- 『ほんもののエンカウンターで道徳授業』編著 明治図書出版 2014
- 『カウンセリング/臨床心理学を学ぶ人のための伝説のセラピストの言葉』編著 コスモス・ライブラリー 2014
- 『最新!トランスパーソナル心理技法』日本トランスパーソナル学会共編 コスモス・ライブラリー 2015
- 『新教科・道徳はこうしたら面白い 道徳科を充実させる具体的提案と授業の実際』押谷由夫,柳沼良太共編 図書文化社 2015
- 『これからの学校教育を語ろうじゃないか 学校における人格形成と育てたい資質・能力』編著 図書文化社 2015
- 『保育現場で使えるカウンセリング・テクニック』冨田久枝共編著 ぎょうせい 2015
- 『「主観性を科学化する」質的研究法入門 TAEを中心に』末武康弘,得丸智子, 村里忠之 共編著. 金子書房, 2016.6
- 『すぐできる"とびっきり"の道徳授業 中学校2』植草伸之, 齊藤優 共編著. 明治図書出版, 2016.9
- 『すぐできる"とびっきり"の道徳授業 小学校2』土田雄一, 尾高正浩 共編著. 明治図書出版, 2016.9
- 『教師のやる気を引き出すできる校長・教頭の言葉かけマジック :アドラー心理学に基づく言葉かけのプリンシプル編. 教育開発研究所, 2017.3
- 『子どものやる気を引き出すできる教師の言葉かけマジック :アドラー心理学に基づく言葉かけのプリンシプル編. 教育開発研究所, 2017.7
- 『考え,議論する道徳科授業の新しいアプローチ10 (道徳科授業サポートBOOKS) 編著. 明治図書出版, 2017.7
- 『子どものぎもん事典こんなとき、どうする?』今泉忠明, 国崎信江 共監修. 金の星社, 2017.9
- 『女の子がさいごまでできるめいろ 4・5さい (ぼくとわたしの頭脳アップドリル 篠原菊紀 共監修. KADOKAWA, 2018.12
- 『男の子がさいごまでできるめいろ 4・5さい (ぼくとわたしの頭脳アップドリル 篠原菊紀 共監修. KADOKAWA, 2018.12
- 『男の子がさいごまでできるひらがな 4・5さい (ぼくとわたしの頭脳アップドリル) 篠原菊紀 共監修. KADOKAWA, 2018.3
- 『男の子がさいごまでできるちえ 4・5さい (ぼくとわたしの頭脳アップドリル) 篠原菊紀 共監修. KADOKAWA, 2018.3
- 『女の子がさいごまでできるひらがな 4・5さい (ぼくとわたしの頭脳アップドリル) 篠原菊紀 共監修. KADOKAWA, 2018.3
- 『女の子がさいごまでできるちえ 4・5さい (ぼくとわたしの頭脳アップドリル) 篠原菊紀 共監修. KADOKAWA, 2018.3
- 『小学校道徳評価を位置付けた授業プラン&通知表文例集』編著. 明治図書出版, 2018.6
- 『男の子がさいごまでできるかず 4・5さい (ぼくとわたしの頭脳アップドリル) 篠原菊紀 共監修. KADOKAWA, 2019.2
- 『女の子がさいごまでできるかず 4・5さい (ぼくとわたしの頭脳アップドリル) 篠原菊紀 共監修. KADOKAWA, 2019.2
- 『スキルアップ保育園・幼稚園で使えるカウンセリング・テクニック』大竹直子 共編著. 誠信書房, 2020.2
- 『考えるツール&議論するツールでつくる小学校道徳の新授業プラン (道徳科授業サポートBOOKS) 土田雄一 共編著. 明治図書出版, 2020.2
- 『実践職場で使えるカウンセリング 予防,解決からキャリア,コーチングまで』小澤康司, 大野萌子 共編著. 誠信書房, 2020.3
- 『考えるツール&議論するツールでつくる中学校道徳の新授業プラン (中学校道徳サポートBOOKS) 土田雄一, 松田憲子共編著. 明治図書出版, 2020.9

### 翻訳
- L.E.ラスほか『道徳教育の革新 教師のための「価値の明確化」の理論と実践』福田弘共訳 ぎょうせい 1991.11
- C.R.ロジャーズ『カウンセリングと心理療法 実践のための新しい概念』末武康弘,保坂亨共訳 岩崎学術出版社 2005
- C.R.ロジャーズ『ロジャーズが語る自己実現の道』末武康弘,保坂亨共訳 岩崎学術出版社 2005
- C.R.ロジャーズ『クライアント中心療法』保坂亨,末武康弘共訳 岩崎学術出版社 2005
- 『『夜と霧』ビクトール・フランクルの言葉』ワニ文庫（訳著） ベストセラーズ, 2016.2
- ヴィクトール・フランクル『もうひとつの〈夜と霧〉 ビルケンヴァルトの共時空間』広岡義之共編, 広岡義之, 林嵜伸二 訳. ミネルヴァ書房, 2017.4